# Trichotosia gracilis
Trichotosia gracilis är en orkidéart som först beskrevs av Joseph Dalton Hooker, och fick sitt nu gällande namn av Friedrich Fritz Wilhelm Ludwig Kraenzlin. Trichotosia gracilis ingår i släktet Trichotosia och familjen orkidéer. Inga underarter finns listade i Catalogue of Life.